# Сквер імені Т. Г. Шевченка (Балаклея)
Сквер імені Т. Г. Шевченка — один з об'єктів природно-заповідного фонду Черкаської області, парк-пам'ятка садово-паркового мистецтва місцевого значення.

## Галерея

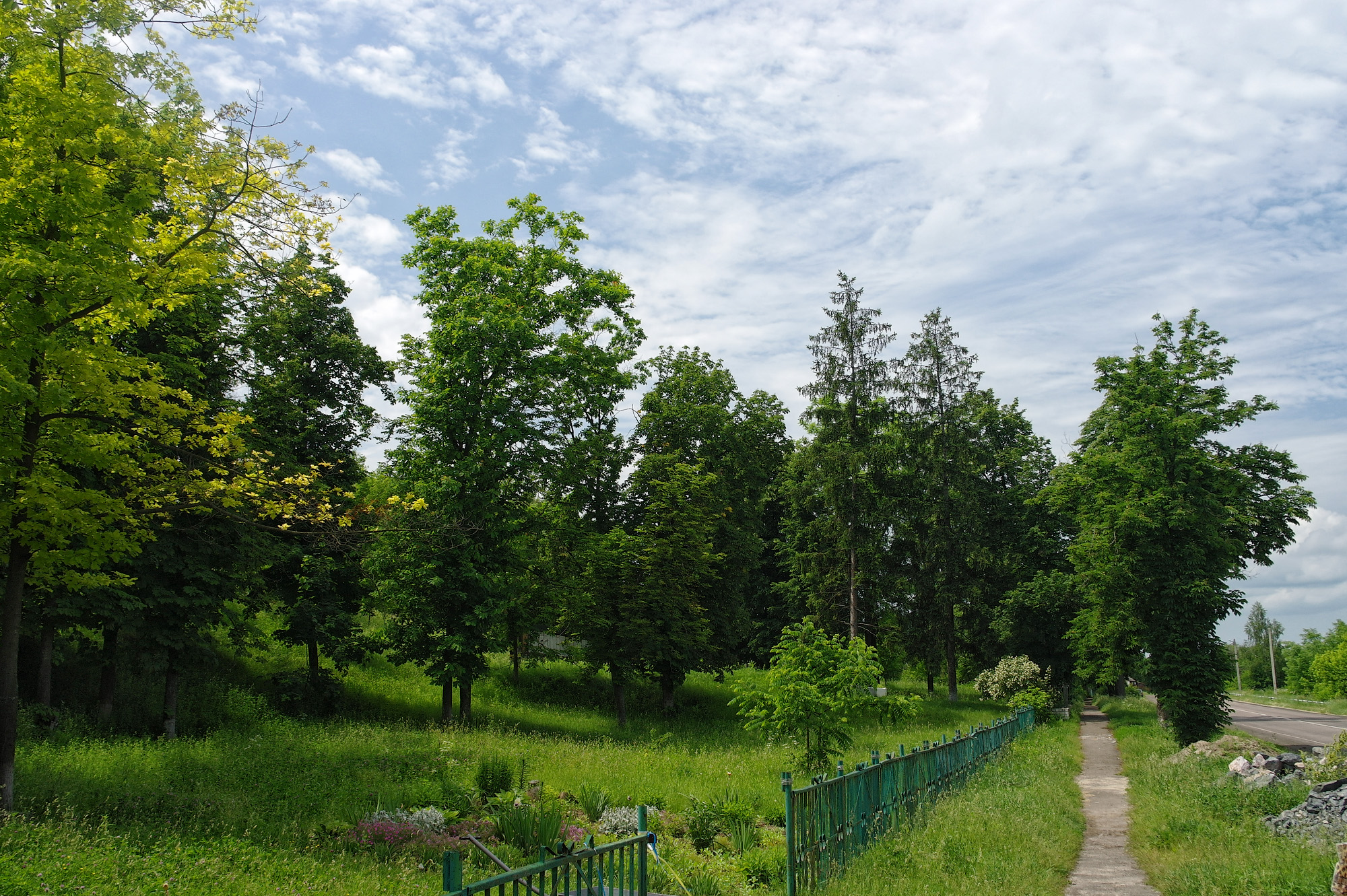

## Розташування
Сквер імені Т. Г. Шевченка розташований в Черкаському районі, Черкаської області у селі Балаклея. Перебуває у віданні Балаклеївської сільської громади.

## Історія
Парк-пам'ятка садово-паркового мистецтва місцевого значення «Сквер імені Т. Г. Шевченка» була оголошена рішенням Черкаської обласної ради № 23-13/V від 26 грудня 2008 року.

## Мета
Мета створення пам'ятки садово-паркового мистецтва — збереження та відтворення цінних природних комплексів, генофонду рослинного і тваринного світу на території Черкаської області.

## Значення
Парк-пам'ятка садово-паркового мистецтва місцевого значення «Сквер імені Т. Г. Шевченка» має природоохоронне і естетичне значення.

## Загальна характеристика
Парк-пам'ятка садово-паркового мистецтва місцевого значення «Сквер імені Т. Г. Шевченка» загальною площею 1,4 га має хвилястий рельєф території з лісонасадженнями листяних та хвойних порід, що утворює мальовничий пейзаж. Сквер є популярним місцем відпочинку населення.